# Eloor
Eloor è una suddivisione dell'India, classificata come census town, di 30.092 abitanti, situata nel distretto di Ernakulam, nello stato federato del Kerala. In base al numero di abitanti la città rientra nella classe III (da 20.000 a 49.999 persone).

## Geografia fisica
La città è situata a 10° 4' 0 N e 76° 16' 60 E al livello del mare.

## Società

### Evoluzione demografica
Al censimento del 2001 la popolazione di Eloor assommava a 30.092 persone, delle quali 15.087 maschi e 15.005 femmine. I bambini di età inferiore o uguale ai sei anni assommavano a 3.422, dei quali 1.686 maschi e 1.736 femmine. Infine, coloro che erano in grado di saper almeno leggere e scrivere erano 25.133, dei quali 12.912 maschi e 12.221 femmine.